# Miep Gies
Hermine Santruschitz (Viena, 15 de febrer de 1909 – Hoorn, 11 de gener de 2010), més coneguda com a Miep Gies, va ser un dels ciutadans dels Països Baixos que amagaren Anne Frank, la seva família i quatre persones jueves més dels nazis en un habitatge annex per sobre de l'oficina del pare d'Anne Frank durant la Segona Guerra Mundial. I també és qui trobà i preservà El diari quan la noia i la seva família van ser arrestats.
Ella havia nascut a Àustria, però l'any 1920, quan tenia 11 anys, va ser criada per una família neerlandesa amb qui va estar molt unida. L'any 1933 va començar a treballar per al pare d'Anna Frank, un home de negocis alemany, Otto Heinrich Frank, que fugia del nazisme que el perseguia a ell i a la seva família pel fet de ser jueus. Ella trobà i conservà El diari d'Anne Frank quan la família de la noia va ser arrestada i va guardar els papers fins que Otto Frank va tornar d'Auschwitz el 1945, i es va assabentar de la mort de la seva filla.
Junt amb Alison Leslie Gold Gies va escriure el llibre Anne Frank Remembered: The Story of the Woman Who Helped to Hide the Frank Family, publicat per primera vegada el 1987.

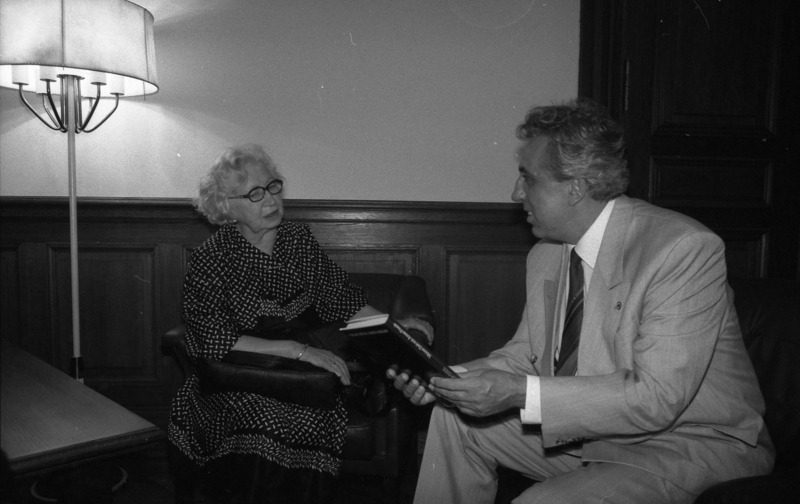
Miep Gies i Egon Krenz el 1989